# Ips typographus
Ips typographus es una especie de escarabajo del género Ips, tribu Ipini, familia Curculionidae. Fue descrita científicamente por C. Linnaeus en 1758.
Se mantiene activa durante todos los meses del año.

## Descripción
Mide 4,2-5,5 milímetros de longitud.

## Distribución
Se distribuye por Francia, Suiza, Suecia, Noruega, Estonia, Alemania, Finlandia, Polonia, Bélgica, Austria, Rusia, Japón, Chequia, Países Bajos, Italia, Dinamarca, Luxemburgo, Reino Unido, Lituania, Eslovaquia, Corea, Letonia, Eslovenia, México, Ucrania, Bulgaria, Bielorrusia, España, Portugal, Rumania y Estados Unidos.

## Galería

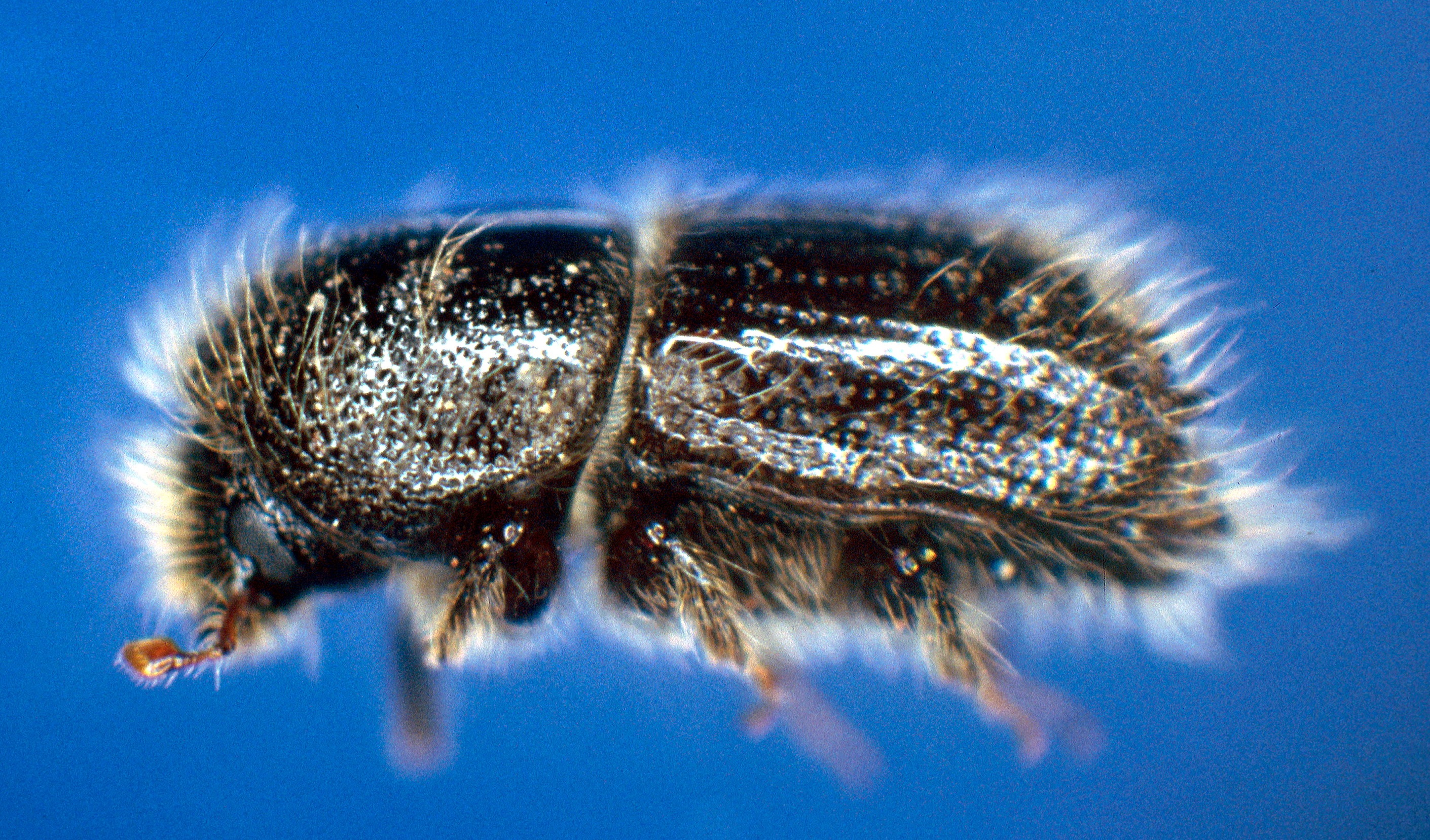
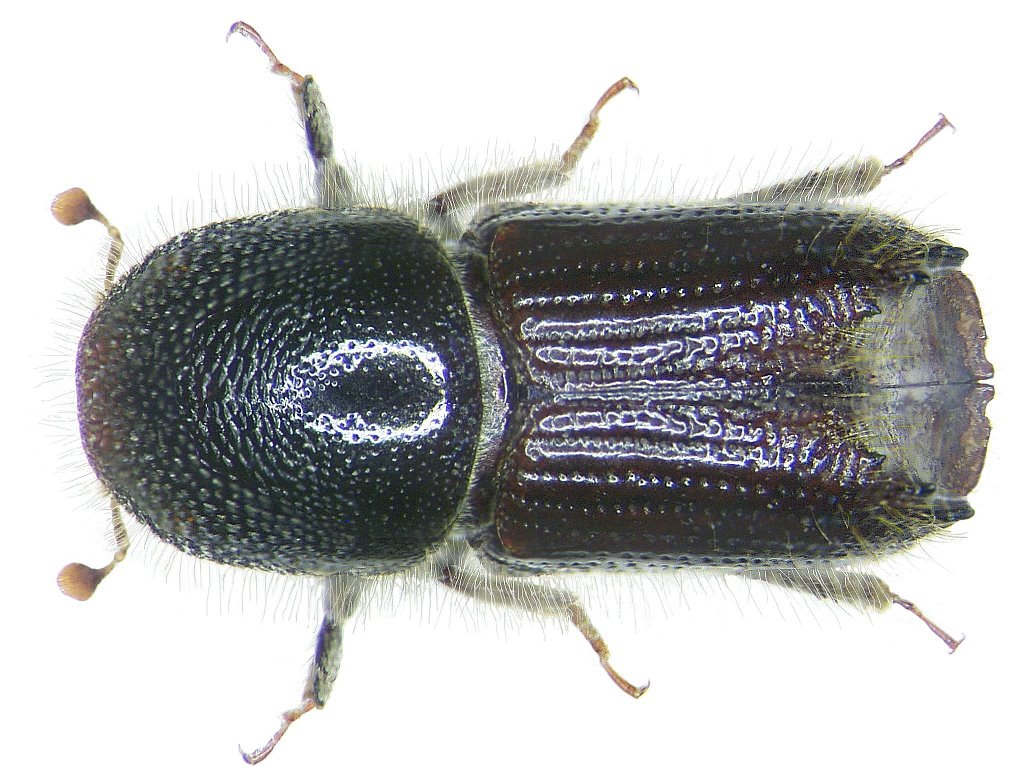
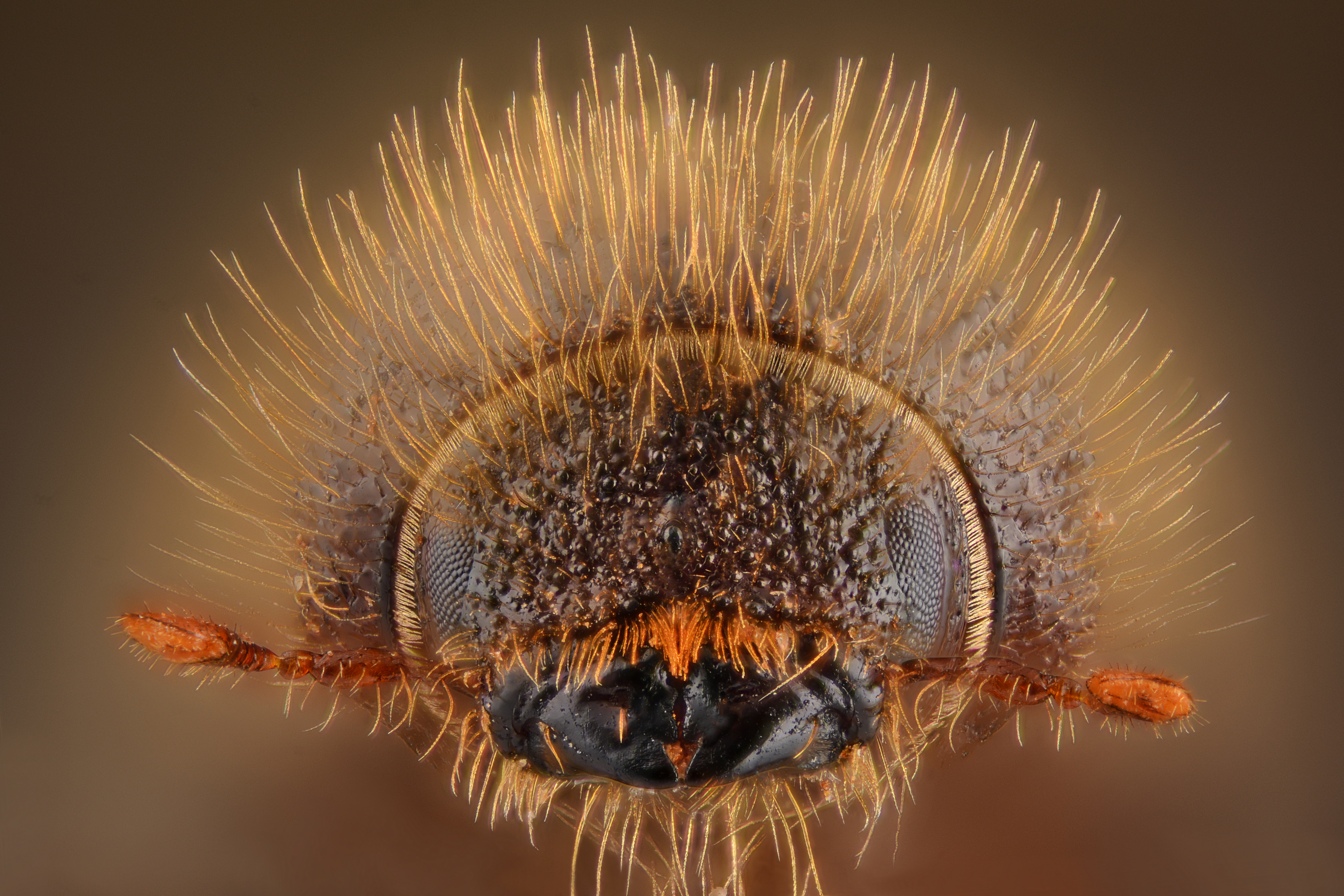
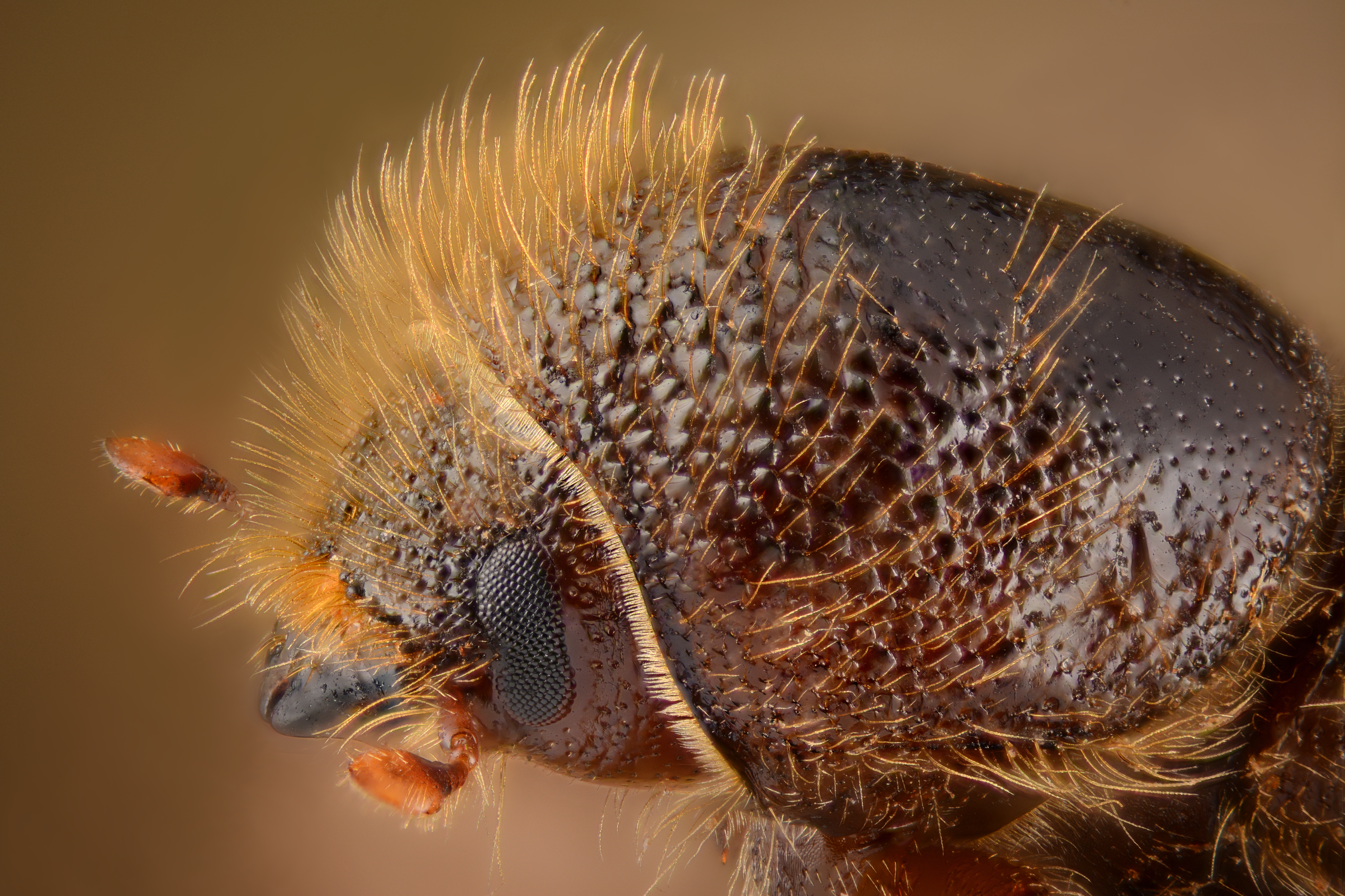
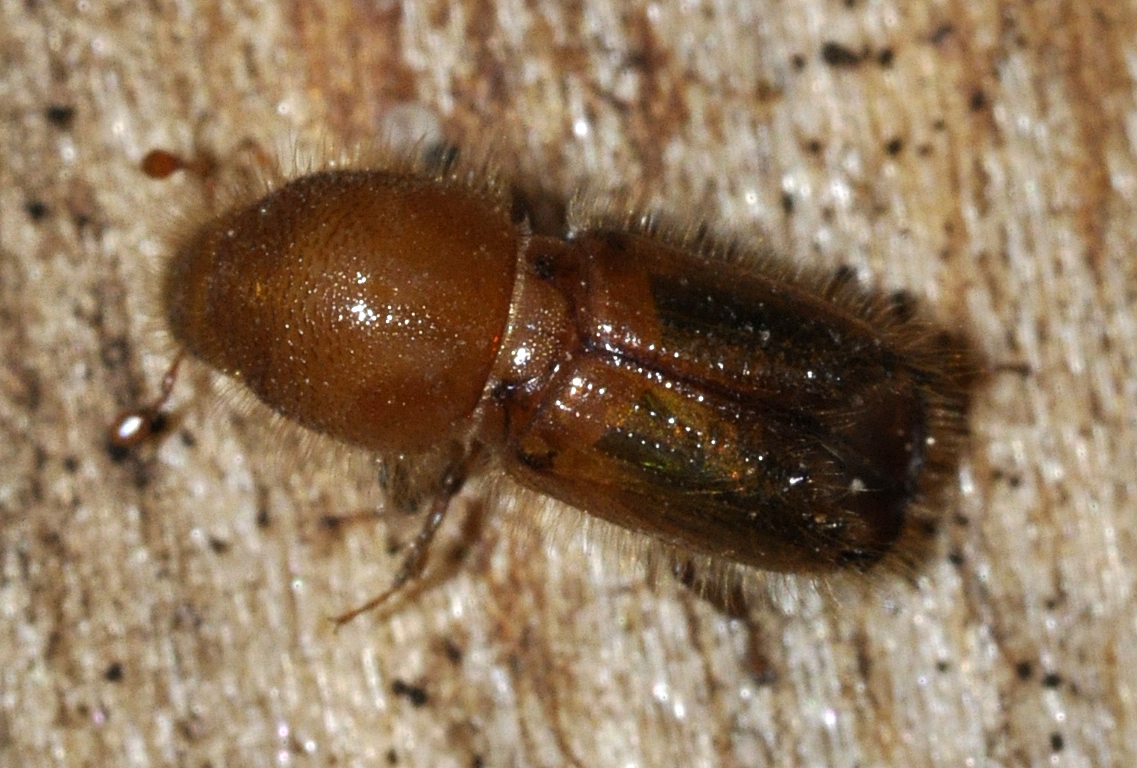